# Hermes França
Hermes França Barros (Fortaleza, 27 de agosto de 1974) é um lutador de artes marciais mistas (MMA) brasileiro que recentemente lutava no Ultimate Fighting Championship (UFC) na categoria peso-leve e ex-campeão do World Extreme Cagefighting (WEC) na mesma categoria.
Após ser nocauteado por Tyson Griffin em sua luta no UFC 103, Hermes assinou um acordo de luta com o MAX Fights DM, onde ele disputou contra Eric Wisely o cinturão provisório peso leve, sendo derrotado mais uma vez, o que levou Hermes a decidir se aposentar da carreira de lutador de MMA.
Posteriormente, Hermes decidiu voltar a lutar, porém perdeu as duas lutas seguintes.

## Escândalo no Xtreme Vale Todo 5
Escalado para a luta principal do XVT 5, o brasileiro venceu a luta na decisão dos jurados, mas o dono do evento ordenou que a vitória fosse dada a Ferrid Kheder, que seria seu sócio. Revoltado, o córner do brasileiro pediu para ver a pontuação assinalada pelos juízes, mas o promotor se recusou a mostrar, com isso a luta teve seu resultado anulado (No Contest).

## Doping
Em 2007 desafiou o título de Sean Sherk no UFC 73 porém foi derrotado. Ambos foram flagrados no exame anti-dopagem pelo uso da subtância proibida nandrolona. Hermes admitiu que usou para se recuperar de lesão. Foi suspenso por um ano.

## Prisão
Em janeiro de 2012, Hermes França foi condenado a 3 anos e meio de prisão acusado de abuso sexual contra uma menor de idade. Após a pena, Hermes terá cumprir 4 anos e meio de condicional, tendo seu nome incluído no registro de criminosos sexuais dos Estados Unidos.

## Histórico de lutas(incompleto)
| Res.    | Cartel    | Oponente           | Método                   | Evento                                      | Data                    | Round | Tempo | Local                           | Notas                                                                                       |
| ------- | --------- | ------------------ | ------------------------ | ------------------------------------------- | ----------------------- | ----- | ----- | ------------------------------- | ------------------------------------------------------------------------------------------- |
| Derrota | 22–12 (1) | Thawa Ril          | Nocaute (socos)          | IFC - International Fighter Championship    | 29 de abril de 2011     | 2     | 0:56  | Recife, Pernambuco, Brasil      |                                                                                             |
| Vitória | 22–11 (1) | Josh Thorpe        | Finalização (mata-leão)  | Gladiator Cage Fights - Knockout Night 1    | 23 de abril de 2011     | 1     | 1:36  | Marion, Illinois, EUA           |                                                                                             |
| Vitória | 21–11 (1) | Robert Washington  | Nocaute técnico (socos)  | MFC 29: Conquer                             | 8 de abril de 2011      | 2     | 0:26  | Windsor, Ontário, Canadá        |                                                                                             |
| Vitória | 20–11 (1) | Jorge Sarat        | Finalização (armlock)    | GForce Promotions: Bad Blood 5              | 26 de fevereiro de 2011 | 1     | 2:27  | Grand Rapids, Michigan, EUA     |                                                                                             |
| NC      | 19–11 (1) | Ferrid Kheder      | No contest               | Xtreme Vale Tudo 5                          | 19 de dezembro de 2010  | 3     | 5:00  | Cartago, Costa Rica             | Originalmente derrota; resultado mudado, pois os juízes deram a vitória para França.        |
| Derrota | 19–11     | Moshe Kaitz        | Decisão (unânime)        | Israel FC: Genesis                          | 9 de novembro de 2010   | 3     | 5:00  | Tel Aviv, Israel                |                                                                                             |
| Derrota | 19–10     | Eric Wisely        | Decisão (unânime)        | SFC - Scorpius Fighting Championships 1     | 24 de setembro de 2010  | 3     | 5:00  | Fort Lauderdale, Flórida, EUA   | Primeira luta após Hermes voltar atrás sobre sua aposentadoria.                             |
| Derrota | 19–9      | Eric Wisely        | Nocaute técnico (golpes) | Max Fights DM Ballroom Brawl IV             | 8 de janeiro de 2010    | 1     | 2:03  | West Des Moines, Iowa, EUA      | Pelo cinturão interino peso leve do Max Fights DM. França anunciou sua aposentadoria.       |
| Derrota | 19–8      | Tyson Griffin      | Nocaute (socos)          | UFC 103                                     | 19 de setembro de 2009  | 2     | 3:26  | Dallas, Texas, EUA              | Luta em peso intermediário (72,1 kg).                                                       |
| Vitória | 19–7      | Marcus Aurélio     | Decisão (unânime)        | UFC 90                                      | 25 de outubro de 2008   | 3     | 5:00  | Rosemont, Illinois, EUA         |                                                                                             |
| Derrota | 18–7      | Frankie Edgar      | Decisão (unânime)        | UFC Fight Night: Silva vs. Irvin            | 19 de julho de 2008     | 3     | 5:00  | Las Vegas, Nevada, EUA          | Luta da Noite.                                                                              |
| Derrota | 18–6      | Sean Sherk         | Decisão (unânime)        | UFC 73                                      | 7 de julho de 2007      | 5     | 5:00  | Sacramento, EUA                 | Pelo Cinturão Peso Leve do UFC. Ambos atletas testaram positivo para substâncias proibidas. |
| Vitória | 18–5      | Spencer Fisher     | Nocaute técnico (socos)  | UFC Fight Night: Evans vs. Salmon           | 25 de janeiro de 2007   | 2     | 4:03  | Hollywood, Flórida, EUA         |                                                                                             |
| Vitória | 17–5      | Nate Diaz          | Finalização (armlock)    | WEC 24                                      | 12 de outubro de 2006   | 2     | 2:46  | Lemoore, Califórnia, EUA        | Defendeu o Cinturão Peso Leve do WEC. O título ficou vago após Hermes voltar ao UFC .       |
| Vitória | 16–5      | Jamie Varner       | Finalização (armlock)    | UFC 62                                      | 26 de agosto de 2006    | 3     | 3:31  | Las Vegas, Nevada, EUA          |                                                                                             |
| Vitória | 15–5      | Joe Jordan         | Finalização (triângulo)  | UFC 61                                      | 8 de julho de 2006      | 3     | 0:47  | Las Vegas, Nevada, EUA          |                                                                                             |
| Vitória | 14–5      | Brandon Olsen      | Finalização (armlock)    | WEC 21                                      | 15 de junho de 2006     | 1     | 0:40  | Highland, Califórnia, EUA       | Defendeu o Cinturão Peso Leve do WEC.                                                       |
| Vitória | 13–5      | Toby Imada         | Finalização (armlock)    | TC 14: Throwdown                            | 13 de maio de 2006      | 1     | 0:53  | Del Mar, Califórnia, EUA        |                                                                                             |
| Vitória | 12–5      | Ryan Schultz       | Nocaute (socos)          | AFC 16: Absolute Fighting Championships 16  | 22 de abril de 2006     | 1     | 3:30  | Fort Lauderdale, EUA            |                                                                                             |
| Vitória | 11–5      | Gabe Ruediger      | Nocaute (socos)          | WEC 19                                      | 17 de março de 2006     | 1     | 0:36  | Lemoore, Califórnia, EUA        | Ganhou o Cinturão Peso Leve do WEC.                                                         |
| Derrota | 10–5      | Koutetsu Boku      | Decisão (majoritária)    | Hero's 3                                    | 7 de setembro de 2005   | 2     | 5:00  | Tóquio, Japão                   |                                                                                             |
| Derrota | 10–4      | Ray Cooper         | Nocaute (socos)          | Shooto Hawaii: Unleashed                    | 25 de março de 2005     | 1     | 2:57  | Honolulu, Havaí, EUA            |                                                                                             |
| Derrota | 10–3      | Yves Edwards       | Decisão (dividida)       | Euphoria: USA vs World                      | 26 de fevereiro de 2005 | 3     | 5:00  | Atlantic City, Nova Jersey, EUA |                                                                                             |
| Vitória | 10–2      | Manny Reyes Jr.    | Nocaute (socos)          | AFC 10: Absolute Fighting Championships 10  | 30 de outubro de 2004   | 1     | 0:37  | Fort Lauderdale, Flórida, EUA   |                                                                                             |
| Vitória | 9–2       | Phil Johns         | Finalização (mata-leão)  | Euphoria: Road to the Titles                | 15 de outubro de 2004   | 1     | 0:47  | Atlantic City, Nova Jersey, EUA |                                                                                             |
| Derrota | 8–2       | Yves Edwards       | Decisão (dividida)       | UFC 47                                      | 2 de abril de 2004      | 3     | 5:00  | Las Vegas, Nevada, EUA          |                                                                                             |
| Derrota | 8–1       | Josh Thomson       | Decisão (unânime)        | UFC 46                                      | 31 de janeiro de 2004   | 3     | 5:00  | Las Vegas, Nevada, EUA          |                                                                                             |
| Vitória | 8–0       | Caol Uno           | Nocaute (soco)           | UFC 44                                      | 26 de setembro de 2003  | 2     | 2:46  | Las Vegas, Nevada, EUA          |                                                                                             |
| Vitória | 7–0       | Richard Crunkilton | Decisão (unânime)        | UFC 42                                      | 25 de abril de 2003     | 3     | 5:00  | Miami, Flórida, EUA             |                                                                                             |
| Vitória | 6–0       | Ryan Diaz          | Finalização (guilhotina) | HOOKnSHOOT: Absolute Fighting Championships | 13 de dezembro de 2002  | 1     | 4:23  | Fort Lauderdale, Flórida, EUA   |                                                                                             |
| Vitória | 5–0       | Anthony Hamlett    | TKO (socos)              | HOOKnSHOOT: New Wind                        | 7 de setembro de 2002   | 1     |       | Evansville, Indiana, EUA        |                                                                                             |
| Vitória | 4–0       | Yohei Suzuki       | Finalização (guilhotina) | HOOKnSHOOT: Relentless                      | 25 de maio de 2002      | 1     | 1:04  | Evansville, Indiana, EUA        |                                                                                             |
| Vitória | 3–0       | Don Kaecher        | Finalização (armlock)    | WEF 12: World Extreme Fighting 12           | 11 de maio de 2002      | 2     | 2:00  | Steubenville, Ohio, EUA         |                                                                                             |
| Vitória | 2–0       | Mike Willus        | Finalização (triângulo)  | HOOKnSHOOT: Overdrive                       | 9 de março de 2002      | 1     | 4:00  | Evansville, Indiana, EUA        |                                                                                             |
| Vitória | 1–0       | Mike Brown         | Finalização (triângulo)  | HOOKnSHOOT: Kings 1                         | 17 de novembro de 2001  | 1     | 2:21  | Evansville, Indiana, EUA        |                                                                                             |